# У пошуках Грейс
У пошуках Грейс (англ. Search for Grace) — американський телефільм 1994 року.

## Сюжет
Жінку переслідують тривожні спогади. За допомогою гіпнотерапії вона дізнається, що разом з її приятелем вони зв'язані паралельним життям з парою із 1927 року.

## У ролях
- Ліза Гартман — Айві / Грейс
- Кен Вол — Джон «Джонні» Данієллі / Джейк
- Річард Мейсер — доктор Рандольф
- Сьюззанн Дугласс — Маргарет / Мелоді
- Дон Майкл Пол — Дейв / Сем
- Лоррі Ліндберг — доктор Сандерс
- Еван Рейчел Вуд — молода Сара / Робін
- Енн Доннел — доросла Сара
- Делберт С. Тейлор — піаніст
- Вінстон Гемінґвей — швейцар
- Чарльз МакЛохорн — Рой
- Марк Джеффрі Міллер — Ед
- Стефані Вуд — Стейсі
- Д.Л. Андерсон — мати Стейсі
- Алекс Ван — бармен
- Лінн Шрайч — місіс Гуммель
- Триніті Стайлз — маленька дівчинка (в титрах не вказана)